# Czujnik zbliżeniowy
Czujnik zbliżeniowy – typ czujnika, który reaguje na zbliżanie się określonego obiektu w momencie, gdy odległość między nimi jest mniejsza od pewnej granicznej odległości, która zależy od konstrukcji i technologii wykonania. Czujniki te na wyjściu wystawiają sygnał binarny, a więc przyjmujący dwie możliwe wartości: zero lub jeden. Zmiana stanu wyjścia spowodowana jest wpływem przemieszczającego się obiektu, który modyfikuje parametry obwodów elektrycznych czujnika. W szczególności zależy to również od tego czy obiekt jest wykonany z przewodnika, czy też dielektryka. 